# Helfer der Menschheit
Die Briefmarkenserie Helfer der Menschheit bildete den Auftakt der Wohlfahrtsmarken der Nachkriegs-Bundesrepublik Deutschland bzw. der Deutschen Bundespost. Im Zeitraum von zehn Jahren, zwischen 1949 und 1958, wurden neun Sätze mit jeweils vier Wohlfahrtsmarken herausgegeben. Während die ersten sechs Sätze noch einzelne Persönlichkeiten ehrten, waren die letzten drei Sätze mehr themenbezogen: Berufe in Medizin, Bergbau und Landwirtschaft. Ab 1959 wurden die Helfer der Menschheit durch die Serie Märchen der Gebrüder Grimm abgelöst; allerdings befanden sich auf einer Marke dieses Jahrgangs Porträts der Brüder Grimm mit dem Titel Helfer der Menschheit, sodass dieser Markensatz sowohl zu den „Helfern der Menschheit“ als auch zu den Wohlfahrtsmarken „Märchen der Gebrüder Grimm“ zu zählen ist.
In den Jahren 1957 und 1958 wurden zur gleichen Zeit motivgleiche Wohlfahrtsmarken der Serien Kohlebergbau und Landwirtschaft unter der Oberpostdirektion des Bundeslandes Saarland herausgegeben. Die Marken trugen alle die zusätzliche Inschrift Saarland sowie Wertangaben in F für Franc oder Saar-Franken.
Die Erlöse aus dem Zuschlag der Wohlfahrtsmarken flossen direkt den Wohlfahrtsverbänden zu.

## Liste der Ausgaben und Motive
Das Verhältnis der Größe der Briefmarken zueinander ist in diesem Artikel annähernd maßstabsgererecht dargestellt.
| Helfer der Menschheit | |                               |                   |                                |                       |                  |                     |
| Bild                  | Beschreibung | Werte in Pfennig Saar-Franken | Ausgabe- datum    | gültig bis Bund Saarland       | Auflage Bund Saarland | Entwurf          | MiNr. Bund Saarland |
|                       | Elisabeth von Thüringen (1207–1231) Landgräfin, auch Elisabeth von Ungarn genannt, eine Heilige der Katholischen Kirche | 8+2                           | 14. Dezember 1949 | 31. März 1951                  | 4.000.000             | unbekannt        | 117                 |
|                       | Paracelsus von Hohenheim (1493–1541) Philippus Theophrastus Aureolus Bombastus von Hohenheim, Arzt, Alchemist, Astrologe, Mystiker und Philosoph | 10+5                          | 14. Dezember 1949 | 31. März 1951                  | 6.000.000             | unbekannt        | 118                 |
|                       | Friedrich Fröbel (1782–1852) Pädagoge, ein Schüler Johann Heinrich Pestalozzis | 20+10                         | 14. Dezember 1949 | 31. März 1951                  | 6.000.000             | unbekannt        | 119                 |
|                       | Johann Hinrich Wichern (1808–1881) Theologe und Begründer der Inneren Mission der Evangelischen Kirche | 30+15                         | 14. Dezember 1949 | 31. März 1951                  | 4.000.000             | unbekannt        | 120                 |
|                       | Vinzenz von Paul (1581–1660) Priester, er gilt als Begründer der neuzeitlichen Caritas | 4+2                           | 23. Oktober 1951  | 31. Mai 1952                   | 4.000.000             | Hermann Zapf     | 143                 |
|                       | Friedrich von Bodelschwingh (1831–1910) Pastor und Theologe | 10+3                          | 23. Oktober 1951  | 31. Mai 1952                   | 3.000.000             | Hermann Zapf     | 144                 |
|                       | Elsa Brändström (1888–1948) Schwedische Philanthropin, bekannt als „Engel von Sibirien“ in den russischen Gefangenenlagern des Ersten Weltkrieges | 20+5                          | 23. Oktober 1951  | 31. Mai 1952                   | 3.000.000             | Hermann Zapf     | 145                 |
|                       | Johann Heinrich Pestalozzi (1746–1827) Schweizer Pädagoge, Philanthrop, Philosoph und Politiker | 30+10                         | 23. Oktober 1951  | 31. Mai 1952                   | 1.500.000             | Hermann Zapf     | 146                 |
|                       | Elizabeth Fry (1780–1845) britische Reformerin des Gefängniswesens, bekannt als „Engel der Gefängnisse“ | 4+2                           | 1. Oktober 1952   | 31. Dezember 1953              | 2.500.000             | Leon Schnell     | 156                 |
|                       | Carl Sonnenschein (1876–1929) katholischer Priester, „Zigeuner der Wohltätigkeit“ | 10+5                          | 1. Oktober 1952   | 31. Dezember 1953              | 3.500.000             | Leon Schnell     | 157                 |
|                       | Theodor Fliedner (1800–1864) evangelischer Pfarrer, er gilt als Erneuerer des apostolischen Diakonissenamtes | 20+10                         | 1. Oktober 1952   | 31. Dezember 1953              | 3.000.000             | Piwczyk          | 158                 |
|                       | Henry Dunant (1828–1910) Humanist christlicher Prägung, erhielt 1901 den Friedensnobelpreis | 30+10                         | 1. Oktober 1952   | 31. Dezember 1953              | 1.300.000             | Leon Schnell     | 159                 |
|                       | August Hermann Francke (1663–1727) Evangelischer Theologe, Pädagoge und Kirchenlieddichter | 4+2                           | 2. November 1953  | 31. Dezember 1954              | 2.900.000             | Schnell          | 173                 |
|                       | Sebastian Kneipp (1821–1897) Theologe, Hydrotherapeut, Namensgeber der Kneipp-Medizin | 10+5                          | 2. November 1953  | 31. Dezember 1954              | 4.000.000             | Hermann Zapf     | 174                 |
|                       | Johann Christian Senckenberg (1707–1772) Arzt und Stifter | 20+10                         | 2. November 1953  | 31. Dezember 1954              | 3.150.000             | Hermann Zapf     | 175                 |
|                       | Fridtjof Nansen (1861–1930) Norwegischer Polarforscher, Zoologe, Philanthrop, Friedensnobelpreis 1922 | 30+10                         | 2. November 1953  | 31. Dezember 1954              | 1.350.000             | Hermann Zapf     | 176                 |
|                       | Käthe Kollwitz (1867–1945) Künstlerin, sie fertigte Lithografien, Radierungen, Kupferstiche und Holzschnitte | 7+3                           | 28. Dezember 1954 | 31. Dezember 1955              | 3.100.000             | Karl Hans Walter | 200                 |
|                       | Lorenz Werthmann (1858–1921) katholischer Priester und Sozialpolitiker, er war Gründer und erster Präsident des Deutschen Caritasverbandes | 10+5                          | 28. Dezember 1954 | 31. Dezember 1955              | 5.300.000             | Karl Hans Walter | 201                 |
|                       | Johann Friedrich Oberlin (1740–1826) Pfarrer aus dem Elsass | 20+10                         | 28. Dezember 1954 | 31. Dezember 1955              | 3.700.000             | Karl Hans Walter | 202                 |
|                       | Bertha Pappenheim (1859–1936) Frauenrechtlerin Sozialpionierin und Gründerin des Jüdischen Frauenbundes | 40+10                         | 28. Dezember 1954 | 31. Dezember 1955              | 1.550.000             | Karl Hans Walter | 203                 |
|                       | Amalie Sieveking (1794–1859) Mitbegründerin der organisierten Diakonie | 7+3                           | 15. November 1955 | 31. Dezember 1956              | 3.500.000             | Hubert Berke     | 222                 |
|                       | Adolph Kolping (1813–1865) Katholischer Priester und Begründer des Kolpingwerkes | 10+5                          | 15. November 1955 | 31. Dezember 1956              | 6.000.000             | Hubert Berke     | 223                 |
|                       | Samuel Hahnemann (1755–1843) Arzt, medizinischer Schriftsteller und Übersetzer, er ist der Begründer der Homöopathie | 20+10                         | 15. November 1955 | 31. Dezember 1956              | 5.000.000             | Hubert Berke     | 224                 |
|                       | Florence Nightingale (1820–1910) Britische Krankenschwester, sie gilt als Pionierin der modernen Krankenpflege, Ehrenmitglied in der American Statistical Association - Eine kleine Besonderheit stellt diese Marke insofern dar, dass der Vorname Florence fälschlich als Florentine gedruckt wurde | 40+10                         | 15. November 1955 | 31. Dezember 1956              | 1.600.000             | Hubert Berke     | 225                 |
|                       | Medizinische Berufe - Hebamme mit Kind | 7+3                           | 1. Oktober 1956   | 31. Dezember 1958              | 3.800.000             | Bert Jäger       | 243                 |
|                       | - Ignaz Semmelweis (1818–1865) Ungarischer Arzt, er führte als erster Hygienevorschriften für Ärzte und Krankenhauspersonal ein | 10+5                          | 1. Oktober 1956   | 31. Dezember 1958              | 6.000.000             | Bert Jäger       | 244                 |
|                       | - Mutter an Kinderwiege | 20+10                         | 1. Oktober 1956   | 31. Dezember 1958              | 5.500.000             | Bert Jäger       | 245                 |
|                       | - Kinderschwester mit spielenden Kindern | 40+10                         | 1. Oktober 1956   | 31. Dezember 1958              | 2.000.000             | Bert Jäger       | 246                 |
|                       | Berufe im Kohlebergbau - Bergmann mit Grubenlampe | 7+3 6+4                       | 1. Oktober 1957   | 31. Dezember 1959 5. Juli 1959 | 5.100.000 1.045.714   | Bert Jäger       | 270 404             |
|                       | - Bergmann mit Abbauhammer | 10+5 12+6                     | 1. Oktober 1957   | 31. Dezember 1959 5. Juli 1959 | 7.600.000 1.036.267   | Bert Jäger       | 271 405             |
|                       | - Bergmann am Kohlenhobel | 20+10 15+7                    | 1. Oktober 1957   | 31. Dezember 1959 5. Juli 1959 | 7.350.000 1.058.289   | Bert Jäger       | 272 406             |
|                       | - Anschläger am Förderschacht | 40+10 30+10                   | 1. Oktober 1957   | 31. Dezember 1959 5. Juli 1959 | 2.650.000 1.026.168   | Bert Jäger       | 273 407             |
|                       | Berufe in der Landwirtschaft - Friedrich Wilhelm Raiffeisen (1818–1888) Sozialreformer und Kommunalbeamter, er gehört zu den Gründern der genossenschaftlichen Bewegung in Deutschland | 7+3 6+4                       | 1. Oktober 1958   | 31. Dezember 1960 5. Juli 1959 | 6.650.000 1.106.351   | Erich Meerwald   | 297 441             |
|                       | - Sennerin am Butterfass | 10+5 12+6                     | 1. Oktober 1958   | 31. Dezember 1960 5. Juli 1959 | 9.100.000 1.080.649   | Erich Meerwald   | 298 442             |
|                       | - Winzerin mit Weinrebe | 20+10 15+7                    | 1. Oktober 1958   | 31. Dezember 1960 5. Juli 1959 | 7.400.000 1.091.568   | Erich Meerwald   | 299 443             |
|                       | - Bauer mit Heugabel | 40+10 30+10                   | 1. Oktober 1958   | 31. Dezember 1960 5. Juli 1959 | 3.150.000 1.073.530   | Erich Meerwald   | 300 444             |
|                       | Märchen der Brüder Grimm, Sterntaler - Szenen aus dem Märchen Sterntaler | 7+3                           | 1. Oktober 1959   | 31. Dezember 1961              | 6.950.000             | Sporer           | 322                 |
|                       | - Szenen aus dem Märchen Sterntaler | 10+5                          | 1. Oktober 1959   | 31. Dezember 1961              | 10.200.000            | Sporer           | 323                 |
|                       | - Szenen aus dem Märchen Sterntaler | 20+10                         | 1. Oktober 1959   | 31. Dezember 1961              | 8.400.000             | Sporer           | 324                 |
|                       | - Porträts von Jacob (1785–1863) und Wilhelm Grimm (1786–1859) Märchenforscher und Germanisten | 40+10                         | 1. Oktober 1959   | 31. Dezember 1961              | 3.900.000             | Bert Jäger       | 325                 |